# حسن أباد ميان (باقران)
حسن أباد ميان (بالفارسية: حسن‌آباد میان) هي مستوطنة تقع في إيران في قسم باقران الريفي. يقدر عدد سكانها بـ 164 نسمة .